# Благороден метал
Благородните метали са рядко срещани в природата химически елементи от групата на металите, които са устойчиви на корозия и оксидация и се отличават с висока икономическа стойност.
Благородните метали са химически по-слабо реактивни от повечето други елементи, издръжливи са на корозия, имат по-високи точки на топене от други метали и се отличават с блясъка си. Исторически погледнато, благородните метали са били от значение като разплащателно средство, но днес на тях се гледа повече като на инвестиция или индустриални стоки.
Най-добре познатите благородни метали са златото и среброто. Въпреки че и двете имат приложения в промишлеността, те са повече използвани в бижутерията, за изработване на предмети на изкуството и култа, при сеченето на монети. Други благородни метали са платината и близките до нея рутений, родий, паладий, осмий и иридий.
Известно време и алуминият се е считал за благороден метал, въпреки че всъщност е един от най-разпространените химични елементи на Земята. Високата му цена в миналото се е обуславяла от изключително трудния начин за извличането му от различни руди.